# Batgirl (film)
Batgirl è un film inedito diretto da Adil El Arbi e Bilall Fallah.
Basato sull'omonimo personaggio di DC Comics, il film è stato prodotto da Burr! Productions e da DC Films per il servizio di streaming HBO Max, concepita come parte del DC Extended Universe (DCEU). Sceneggiato da Christina Hodson, il film è interpretato da Leslie Grace nei panni della protagonista affiancata da J. K. Simmons, Jacob Scipio, Brendan Fraser, Michael Keaton e Ivory Aquino.
Lo sviluppo di un film su Batgirl iniziò con Joss Whedon nel marzo del 2017, ma il regista abbandonò il progetto un anno dopo. Hodson fu assunta per scrivere una nuova sceneggiatura nell'aprile del 2018, con El Arbi e Fallah ingaggiati per dirigere nel maggio del 2021, quando il film fu confermato come un'originale di HBO Max. Grace fu scelta a luglio e le riprese avvennero a Glasgow, in Scozia, da novembre 2021 a marzo 2022. Ad agosto del 2022, DC Films e la casa madre di HBO Max, Warner Bros. Discovery, annunciarono che, sebbene il film fosse entrato in post-produzione, lo studio non aveva più intenzione di distribuirlo a causa delle misure di taglio dei costi dell'azienda e del cambio di politiche sulle distribuzioni cinematografiche.

## Personaggi
- Barbara Gordon / Batgirl, interpretata da Leslie Grace:
una vigilante di Gotham City e figlia del commissario di polizia James Gordon.[1] Grace ha affermato che all'inizio della storia il suo pensiero manca di sottigliezza e che si trova a oscillare tra le estremità della vita, del bene e del male, del bianco e del nero, senza esplorare le sfumature presenti in mezzo. Tuttavia, durante il corso della narrazione, il personaggio si renderà conto di molte parti di sé stessa che non aveva considerato in precedenza, e questo processo di scoperta la porterà a rivedere e modificare il suo punto di vista.[2][3]
- James Gordon, interpretato da J. K. Simmons:
il commissario del Dipartimento di polizia di Gotham City, padre di Barbara e stretto alleato di Batman.[4] Simmons espresse l'idea che il film avrebbe dato uno sguardo più approfondito alla vita del personaggio al di fuori del suo ruolo di commissario, offrendo una rappresentazione più ampia dell'aspetto domestico di Jim Gordon. Questo sarebbe stato realizzato attraverso la focalizzazione sul suo rapporto con Barbara, permettendo al pubblico di conoscere un lato più intimo del personaggio.[5]
- Anthony Bressi, interpretato da Jacob Scipio: un boss della mafia a Gotham City.[6][2]
- Ted Carson / Firefly, interpretato da Brendan Fraser: un veterano insoddisfatto che è diventato un piromane sociopatico.[7] Fraser ha dichiarato che Carson avrebbe avuto una storia originale, piuttosto che essere tratta da una versione del personaggio già esistente.[8]
- Bruce Wayne / Batman, interpretato da Michael Keaton: un facoltoso Miliardario di Gotham City proveniente da un altro universo che si dedica come vigilante alla lotta contro il crimine.[9]
- Alysia Yeoh, interpretata da Ivory Aquino: una barista e miglior amica di Barbara.[10]

Inoltre, Rebecca Front, Corey Johnson ed Ethan Kai sono stati scelti per ruoli non specificati, con Kai che viene indicato come un personaggio "principale". Si prevedeva inoltre che il cattivo Falena Assassina comparisse nella pellicola.

## Produzione

### Sviluppo
Nel maggio 2016, c'era la possibilità che il personaggio dei fumetti DC Comics Barbara Gordon / Batgirl comparisse in un film che riuniva diverse supereroine femminili, con Margot Robbie nel ruolo di Harley Quinn. Questo film in seguito prese il titolo di Birds of Prey e la fantasmagorica rinascita di Harley Quinn. Tuttavia, Batgirl non fu inclusa nel film perché era entrato in sviluppo un film dedicato al personaggio. A marzo 2017, Joss Whedon fu scelto per sceneggiare, dirigere e produrre il film su Batgirl. Questo progetto era sotto la supervisione del presidente di Warner Bros. Pictures, Toby Emmerich, e dei presidenti della DC Films, Jon Berg e Geoff Johns. Era previsto che Whedon iniziasse la produzione del film nel 2018. Tuttavia, nel febbraio 2018, Whedon decise di lasciare il progetto poiché non riusciva a trovare una storia adeguata per il film. In quel momento, c'era anche una maggiore attenzione su Whedon come regista maschio di un film incentrato su un personaggio femminile. Warner Bros. e il nuovo presidente di DC Films, Walter Hamada, pianificarono quindi di sostituire Whedon con una regista donna per dare una prospettiva più adatta al personaggio di Batgirl.
La sceneggiatrice di Birds of Prey e la fantasmagorica rinascita di Harley Quinn, Christina Hodson, è stata incaricata di scrivere una nuova sceneggiatura per Batgirl nell'aprile del 2018, ma si aspettava di iniziare a lavorarci dopo aver completato il suo lavoro su un altro film del DC Extended Universe, The Flash. Nel dicembre 2020, è stato annunciato che Batgirl potrebbe essere pubblicato esclusivamente sulla piattaforma di streaming HBO Max, invece che al cinema, come parte del nuovo piano di Hamada per il DCEU. Nel mese di aprile 2021, il film è stato incluso nell'elenco dei film DC previsti per la distribuzione nel 2022 o nel 2023. Un mese dopo, i registi Adil El Arbi e Bilall Fallah, entrambi appassionati di lunga data del personaggio, sono stati scelti per dirigere il film, confermando che sarebbe stato un originale HBO Max. In quel periodo, Kristin Burr era già la produttrice del film e ha dichiarato che i registi avrebbero portato un'energia entusiasta che avrebbe reso il film un "viaggio divertente" e avrebbe mostrato un lato diverso di Gotham City rispetto ai progetti DC precedenti.
Nell'aprile 2022, in seguito alla fusione tra WarnerMedia e Discovery e al calo dei prezzi delle azioni di Netflix, gli alti dirigenti di Warner Bros. stavano apparentemente prendendo in considerazione una modifica per il film. Si stava valutando di passare dalla distribuzione in streaming, con un budget di circa 70 milioni di dollari, a una distribuzione cinematografica. Questo avrebbe comportato un aumento del budget per la post-produzione e un maggiore impegno nel marketing.

### Casting
I dirigenti della DC hanno iniziato a fare dei provini per il ruolo di Batgirl nella settimana del 19 luglio 2021. Le attrici coinvolte nei provini, secondo quanto riportato, includevano Isabela Merced, Zoey Deutch, Leslie Grace e Haley Lu Richardson. Tra queste, Richardson e Grace erano considerate le principali candidate. Richardson ha superato diverse fasi delle audizioni, ma è stata poi scelta Grace per il ruolo il 21 luglio. Il 29 luglio 2021, J. K. Simmons era in trattative per riprendere il ruolo del padre di Batgirl, il Commissario Gordon, da Justice League e da Zack Snyder's Justice League. Simmons è stato poi confermato nel ruolo per il film ad ottobre 2021.
Sempre ad ottobre, Jacob Scipio e Brendan Fraser si sono uniti al cast del film. Fraser avrebbe interpretato il cattivo Firefly, mentre Scipio avrebbe interpretato il boss della mafia Anthony Bressi. Fraser precedentemente aveva già interpretato il personaggio di Cliff Steele / Robotman nella serie televisiva Doom Patrol, basata sui fumetti DC Comics. Inizialmente erta stato riferito che Fraser avrebbe interpretato l'incarnazione di Garfield Lynns nel film, ma successivamente nel luglio 2022 ha chiarito che in realtà avrebbe interpretato l'incarnazione di Ted Carson, con una storia originale non tratta da materiale preesistente. Originariamente, il ruolo del cattivo era stato offerto a Sylvester Stallone, che aveva doppiato Re Squalo nel film del DCEU The Suicide Squad - Missione suicida, ma "le cose semplicemente non hanno funzionato".
El Arbi e Fallah hanno affermato che Batman apparirà nel film, ma hanno rifiutato di confermare se Ben Affleck riprenderà il suo ruolo che ha interpretato nei precedenti progetti del DC Extended Universe. A dicembre 2021, è stato rivelato che Michael Keaton apparirà in Batgirl, riprendendo il suo ruolo di Batman dai film Batman e Batman - Il ritorno. Inizialmente, si prevedeva che Keaton riprendesse il suo ruolo per la prima volta nel DC Extended Universe nel film The Flash, ma a causa del suo rinvio al 2023, il suo ritorno come Batman sarebbe dovuto avvenire prima in Batgirl. Nel cast si sono uniti anche Rebecca Front, Corey Johnson, Ethan Kai e Ivory Aquino, con quest'ultima che interpreterà Alysia Yeoh, il primo personaggio transgender di rilievo in un film della DC.

### Riprese e post-produzione
Le riprese principali del film sono iniziate il 30 novembre 2021 a Glasgow, che funge da Gotham City. Durante questa fase, il titolo di lavorazione utilizzato era Cherry Hill. John Mathieson ricopre il ruolo di direttore della fotografia. Per prepararsi alle riprese e individuare le location, i registi El Arbi e Fallah sono arrivati a Glasgow il 24 agosto insieme al direttore artistico Christopher Glass. È importante notare che Glasgow era già stata utilizzata in precedenza per rappresentare Gotham City in altri film come The Flash e The Batman, quest'ultimo non facente parte del DC Extended Universe.
Le riprese si sono ufficialmente concluse il 31 marzo 2022. Ad aprile 2022, Arbi e Fallah hanno deciso di abbandonare il progetto di Beverly Hills Cop IV per concentrarsi completamente su Batgirl.
Durante il periodo di post-produzione è stato annunciato, nell'agosto 2022, che l'uscita del film era stata cancellata. Martin Walsh è stato incaricato del montaggio del film. Gli effetti visivi non erano ancora completi ed erano ancora necessarie alcune riprese aggiuntive.

## Colonna sonora
Nel settembre 2021, Natalie Holt annunciò che avrebbe composto la colonna sonora della pellicola. Holt desiderava usare il tema originale di Batman per il personaggio di Michael Keaton, pertanto contattò Danny Elfman, compositore originale del tema, ed ottenne il suo permesso.

## Promozione
El Arbi, Fallah, Hodson e Grace hanno promosso il film all'evento virtuale DC FanDome nell'ottobre 2021, dove hanno discusso della loro preparazione per le riprese e mostrato dei concept art. Grace ha mostrato una prima foto di se stessa col costume di Batgirl nel gennaio 2022.

## Cancellazione
«La decisione di non distribuire Batgirl riflette il cambiamento di strategia della nostra direzione in relazione all'universo DC e HBO Max. Nonostante questa decisione, riconosciamo il talento dell'attrice Leslie Grace e vogliamo sottolineare che la decisione non riguarda la sua interpretazione. Siamo estremamente grati ai cineasti [e al cast] di Batgirl... e speriamo di avere l'opportunità di collaborare nuovamente con loro in futuro.»

— Portavoce di Warner Bros. Discovery sulla cancellazione del film.
Ad agosto 2022, la Warner Bros. Discovery ha annunciato che il film Batgirl non sarebbe stato distribuito né su HBO Max né nelle sale cinematografiche. Inizialmente, era prevista un'uscita del film nel 2022 su HBO Max. Secondo quanto riportato da TheWrap, la decisione è stata presa perché la Warner Bros. Discovery ha ritenuto che il film non funzionasse come desiderato e che non si adattasse alla visione del nuovo amministratore delegato David Zaslav di realizzare film DC che fossero grandi eventi al cinema. The Guardian ha successivamente riportato che Batgirl è stato uno dei progetti cinematografici cancellati più costosi di sempre.
Collider, Rolling Stone e Reuters, hanno riportato che le proiezioni di prova abbiano ricevuto un'accoglienza negativa, che ha portato la Warner Bros. a prendere la decisione di non continuare con il progetto di Batgirl. Collider ha descritto il film come una grossa delusione rispetto ad altri film e ha sottolineato il fatto che sembrava essere stato realizzato con un budget più ridotto. Rolling Stone ha affermato che la Warner Bros. aveva concluso che un ulteriore investimento di 7-9 milioni di dollari nella post-produzione per portare Batgirl allo stesso livello di altri film DC come Shazam! Furia degli dei sarebbe stato infruttuoso. Tuttavia, Variety ha negato che la qualità del film abbia influenzato la decisione della Warner Bros., sostenendo insieme all'Hollywood Reporter e Deadline Hollywood, che la scelta faceva parte di un più ampio piano di riduzione dei costi dello studio. Secondo Variety, il budget iniziale del film era di 70 milioni di dollari, ma era aumentato a 90 milioni di dollari, e la nuova dirigenza dello studio desiderava che i film DC diventassero dei blockbuster cinematografici. Deadline infatti ha confermato la versione di Variety, sottolineando che le proiezioni di prova mostravano versioni non definitive degli effetti visivi, il che potrebbe avere influenzato negativamente l'entusiasmo del pubblico. Deadline ha anche riferito che la decisione di interrompere il progetto faceva parte delle misure di riduzione dei costi dello studio.
Successivamente Variety ha indicato che la Warner Bros. Discovery aveva concluso che la cancellazione di Batgirl per ottenere agevolazioni fiscali sarebbe stata la scelta più "sensata dal punto di vista finanziario" per recuperare i costi, anziché investire ulteriormente nella distribuzione cinematografica, venderla ad un altro distributore o farla uscire su HBO Max. Deadline ha riportato che ai registi era stato comunicato che la Warner Bros. Discovery intendeva sfruttare una manovra contabile legata alla fusione tra WarnerMedia e Discovery, che doveva essere attivata entro metà agosto. Hamada non è stato coinvolto nella decisione e ne è venuto a conoscenza solo durante una proiezione di prova di Black Adam, quando i co-presidenti e l'amministratore delegato della Warner Bros. Pictures Group, Michael De Luca e Pam Abdy, glielo hanno comunicato. Hamada era sconvolto e ha preso in considerazione le dimissioni, ma ha accettato di rimanere almeno fino al lancio di Black Adam.
Il cast e la troupe non sono stati informati della cancellazione fino a quando il New York Post ha divulgato la notizia il 2 agosto 2022. El Arbi e Fallah si trovavano in Marocco per il matrimonio di El Arbi quando sono stati informati della decisione. Il 3 agosto hanno rilasciato una dichiarazione in cui si sono dichiarati "addolorati e scioccati", ma hanno ringraziato il cast e si sono detti grati per aver contribuito all'universo cinematografico del DC Extended Universe. Dopo l'annuncio della cancellazione, diverse personalità dell'industria cinematografica, tra cui Keaton, il presidente dei Marvel Studios Kevin Feige e i registi Edgar Wright e James Gunn, hanno contattato El Arbi e Fallah per esprimere il loro sostegno. Dopo l'annuncio della cancellazione, El Arbi e Fallah hanno cercato di accedere ai server della Warner Bros. per catturare parte del filmato sui loro cellulari, ma non sono stati in grado di farlo. Warner Bros. ha organizzato alcune proiezioni segrete del film non completato nel suo studio, riservate esclusivamente al cast, alla troupe, ai loro rappresentanti e agli esecutivi dell'azienda.
Nel gennaio 2023, secondo Peter Safran, co-capo dei DC Studios, il film non era adatto alla distribuzione poiché non sarebbe stato in grado di competere nel mercato cinematografico; in quanto era stato concepito per il piccolo schermo. Nonostante abbia elogiato le competenze degli attori e della troupe, il film se fosse stato pubblicato avrebbe pregiudicato il marchio DC e le persone coinvolte.

## Futuro
Prima della cancellazione del film, sia Grace che Margot Robbie hanno espresso interesse nella realizzazione di un crossover tra Batgirl e Harley Quinn, quest'ultima interpretata da Robbie. Ad aprile 2022, Grace ha rivelato che erano avvenute varie discussioni per una possibile trama del sequel di Batgirl. Tuttavia, la decisione di produrre un sequel sarebbe stata presa solo se l'accoglienza del film da parte del pubblico sarebbe stata positiva. Quando la Warner Bros. ha annunciato la cancellazione del film, ha dichiarato di sperare di collaborare su altri progetti con El Arbi, Fallah e Grace. Secondo quanto riportato da Deadline, la Warner Bros. stava cercando di rinegoziare i contratti con i tre registi in quel periodo. Dopo l'assegnazione di James Gunn e Peter Safran come responsabili dei DC Studios, sia El Arbi che Fallah hanno dichiarato a Variety di essere disponibili a lavorare con la DC, e con il loro rinnovato piano di film in futuro, se venissero contattati. Safran ha inoltre sottolineato che Batgirl sarebbe stata "inevitabilmente" inclusa nella storia del DC Universe.